# St. Johannes der Täufer (Kastel-Staadt)

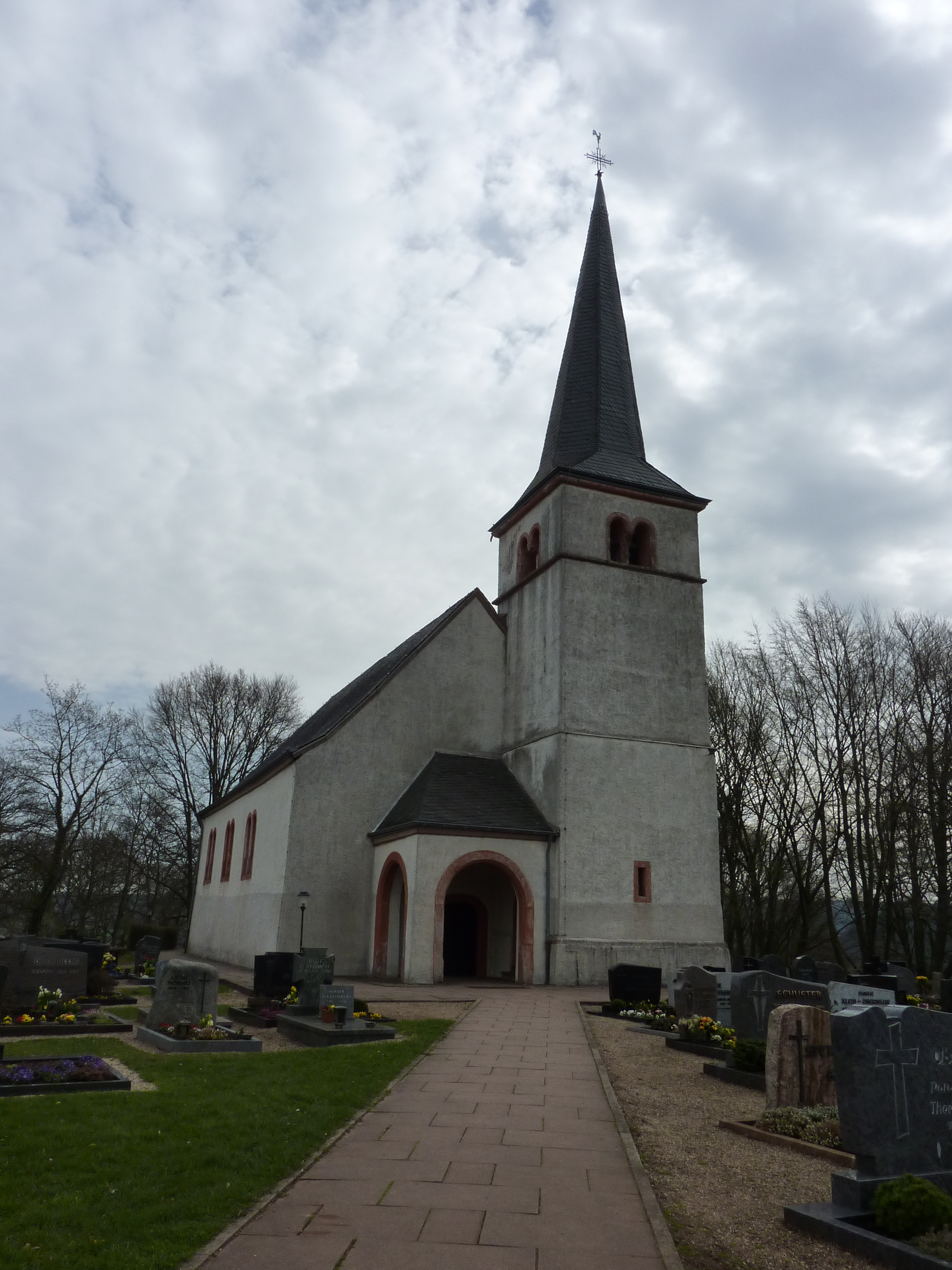
St. Johannes von Westen

St. Johannes der Täufer im Ortsteil Kastel von Kastel-Staadt ist eine katholische Kirche und eine Gedenkstätte. Das Pfarrbüro der Gemeinde liegt in Freudenburg.

## Geschichte
Die Kirche St. Johannes der Täufer steht wahrscheinlich auf römischen Fundamenten – unweit des Bauwerks wurden Spuren umfangreicher Bebauung aus der Römerzeit gefunden, darunter die Überreste eines Theaters mit über 3000 Sitzplätzen, ferner Reste eines Kultgebäudes und eines Palastes.

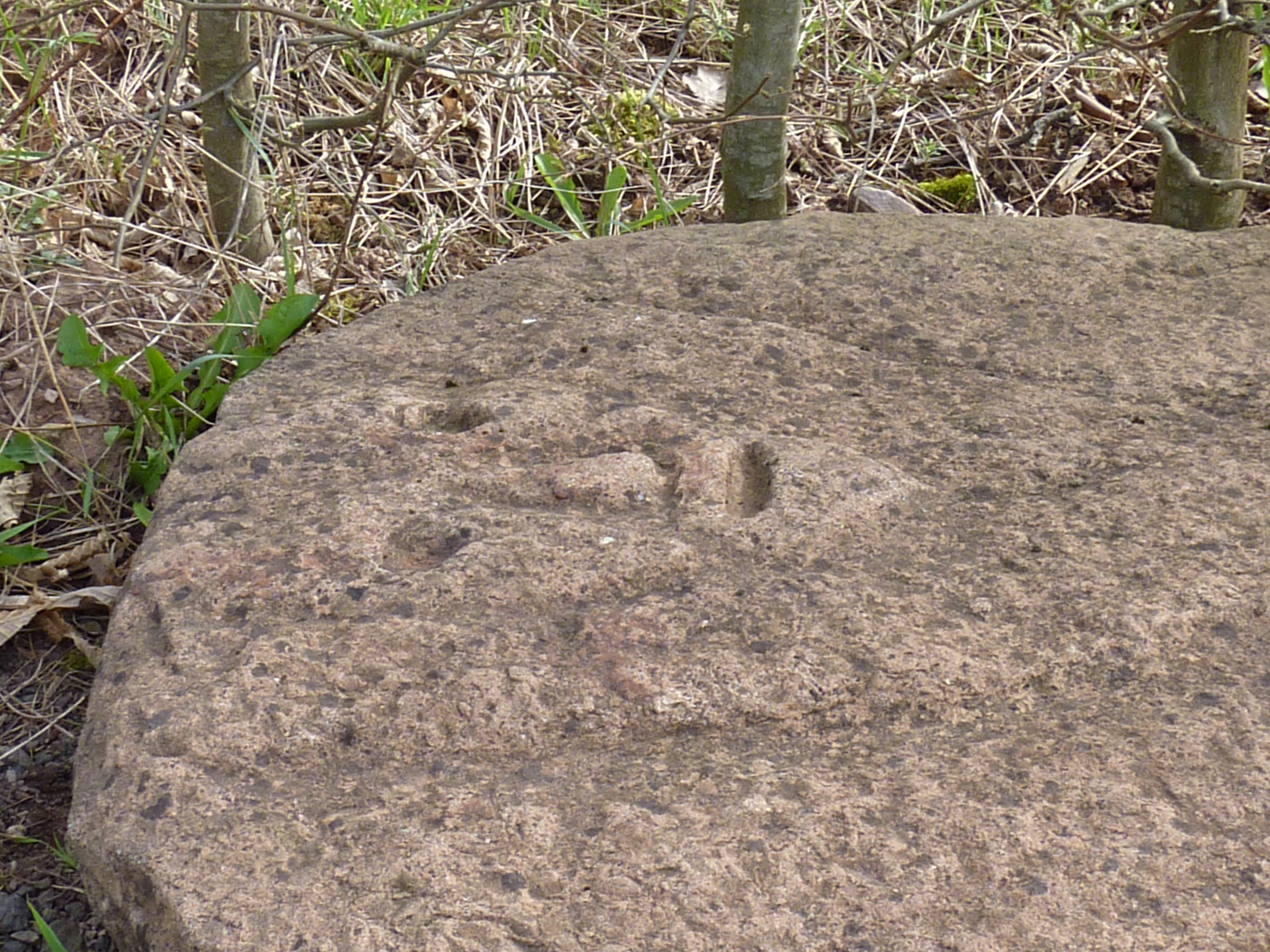
Detail eines Sargdeckels

Fränkische Gräber aus dem 7. Jahrhundert n. Chr., die im Umfeld der Kirche gefunden wurden, deuten darauf hin, dass der Platz mindestens seit der Zeit der Völkerwanderung als Friedhof genutzt wurde. Der romanische Kirchturm stammt aus dem ausgehenden 12. Jahrhundert, das Schiff in seiner Urgestalt ist etwa 100 Jahre jünger.
Bis ins 15. Jahrhundert diente die Kirche als Pfarrkirche eines Gebietes, das bis nach Trassem und Freudenburg ausgedehnt war, ab 1442 war sie Filialkirche. Sie markiert die Stelle einer im Mittelalter aufgegebenen Siedlung. Das Dorf war damals durch die Pest in Mitleidenschaft gezogen worden und die überlebenden Bewohner siedelten sich später einige hundert Meter von der Wüstung an, so dass die Kirche St. Johannes der Täufer heute nicht mehr innerorts, sondern etwa 800 Meter vom Ortskern entfernt steht. Das Bauwerk wurde aber weiterhin als Kapelle genutzt; auch der Friedhof blieb in Benutzung.
1509 ging die Kirche zusammen mit Freudenburg in den Besitz eines Trierer Benediktinerklosters über.
1629 wurde der bis dahin einschiffige Bau durch den Baumeister Niklas oder Nikolaus aus Perl erweitert und zu einer zweischiffigen Kirche mit spätgotischem Gewölbe umgebaut. Das Bauwerk hat eine beeindruckende Akustik. Die Schallarkade trägt eine groteske Figur, die Kämpfer sind mit Fratzen verziert. Über dem Altar befindet sich heute eine moderne Christusfigur; in die linke Seitenwand ist eine Gedenktafel für die Toten eingelassen, die nicht oder an unbekanntem Ort bestattet sind.

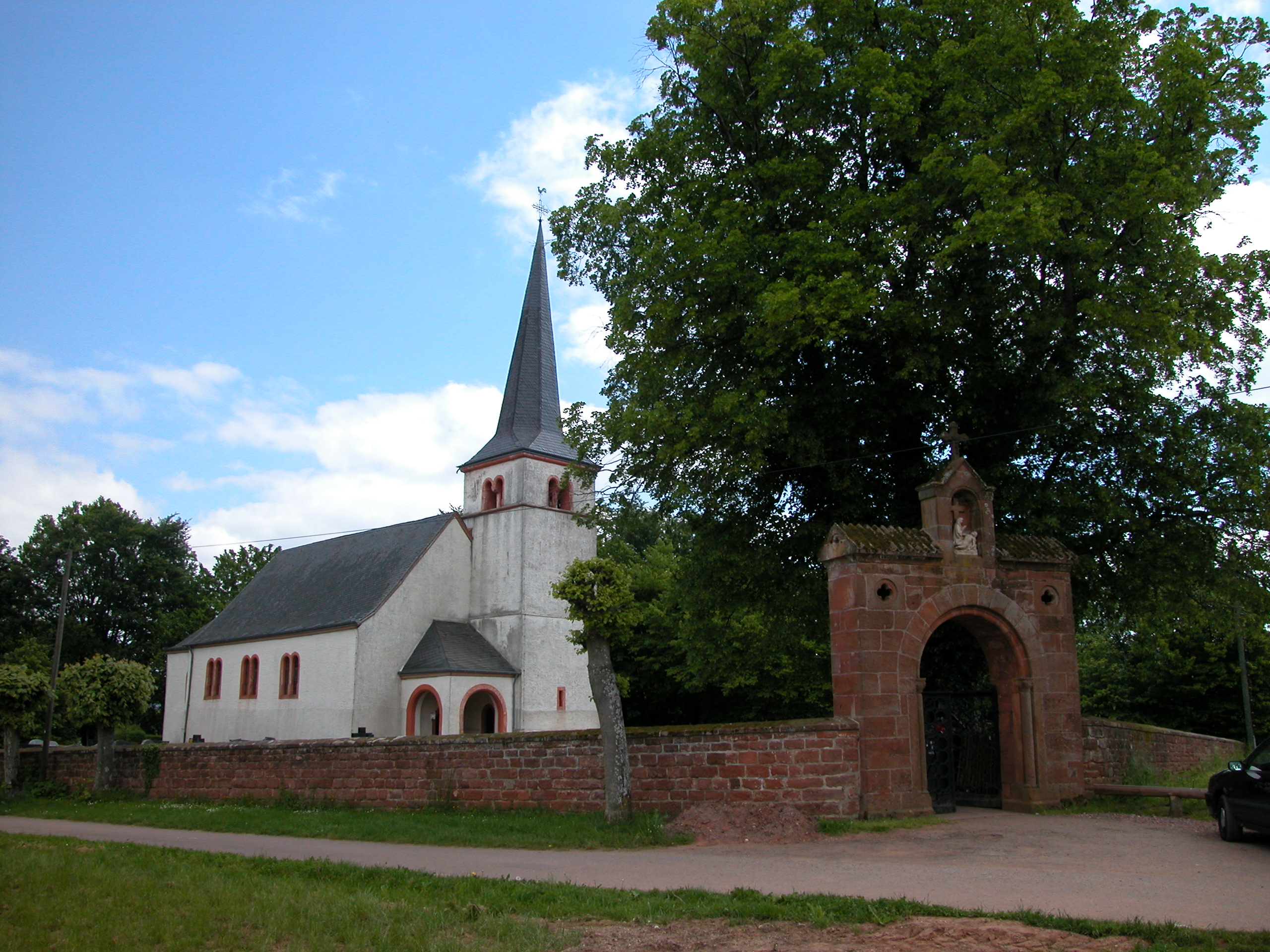
Nordseite
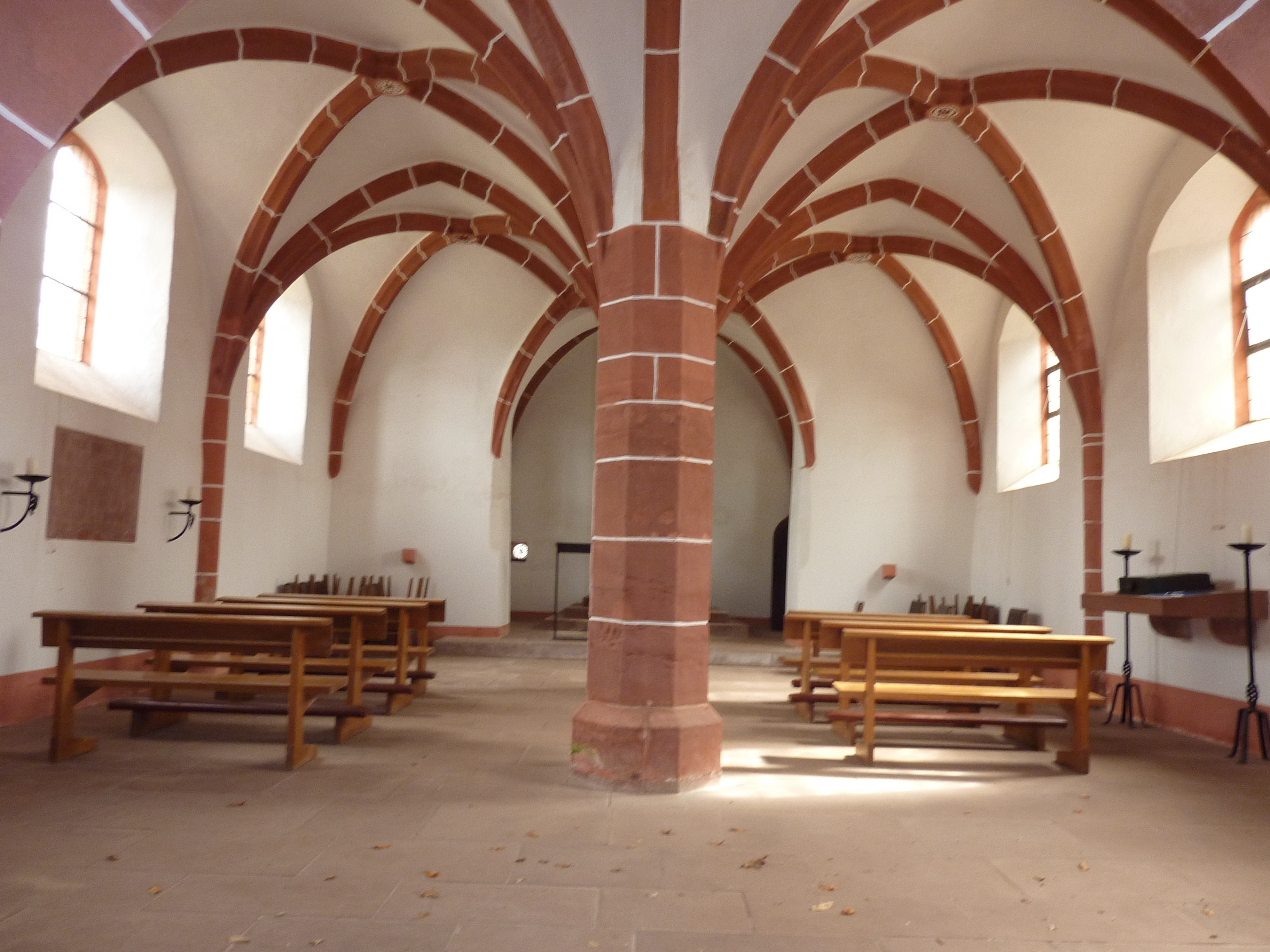
Inneres
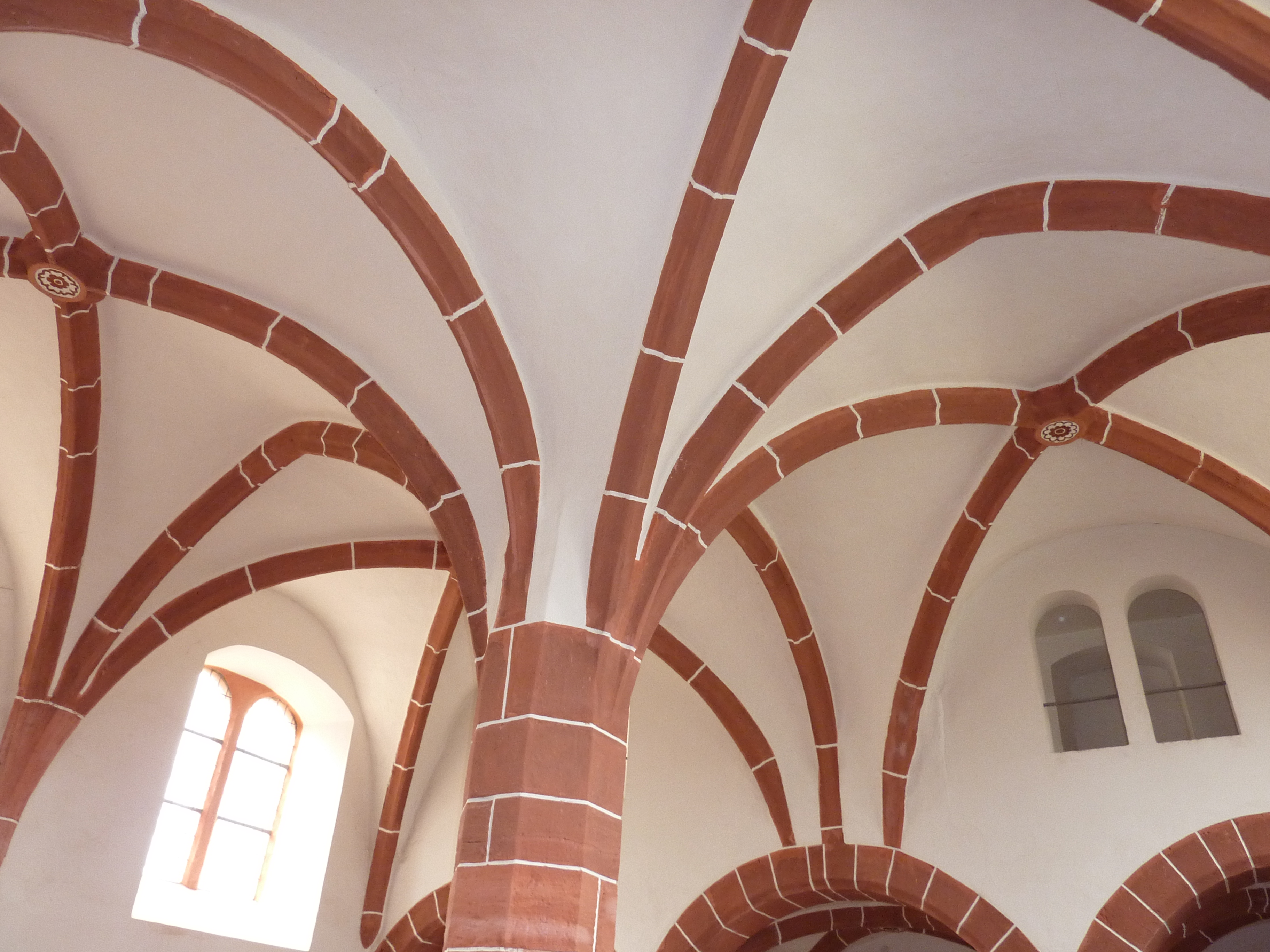
Gewölbe
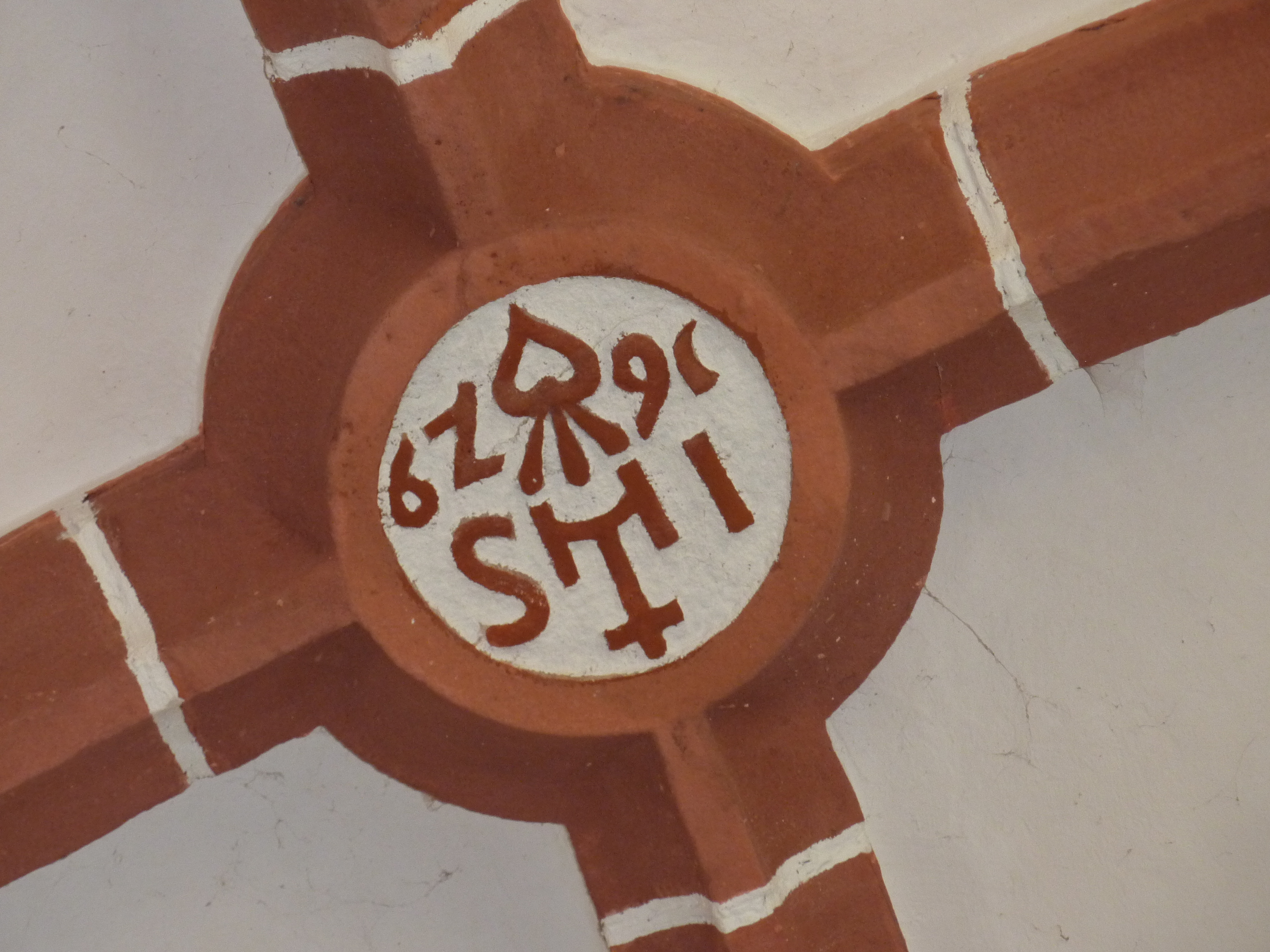
Detail mit Jahr des Umbaus